# Lotto Soudal/2018
Deze pagina geeft een overzicht van de Lotto Soudal-wielerploeg in 2018.

## Algemeen
Algemeen manager: Paul De Geyter
Teammanager: Marc Sergeant
Ploegleiders: Mario Aerts, Herman Frison, Bart Leysen, Kurt Van De Wouwer, Marc Wauters, Frederik Willems
Fietsmerk: Ridley

## Renners
| Naam               | Geboortedatum | Nationaliteit       | Ploeg 2017                          |
| ------------------ | ------------- | ------------------- | ----------------------------------- |
| Sander Armée       | 10-12-1985    | België              |                                     |
| Lars Ytting Bak    | 16-01-1980    | Denemarken          |                                     |
| Tiesj Benoot       | 11-03-1994    | België              |                                     |
| Victor Campenaerts | 28-10-1991    | België              | Team LottoNL-Jumbo                  |
| Jasper De Buyst    | 24-11-1993    | België              |                                     |
| Thomas De Gendt    | 06-11-1986    | België              |                                     |
| Jens Debusschere   | 28-08-1989    | België              |                                     |
| Frederik Frison    | 28-07-1992    | België              |                                     |
| André Greipel      | 16-07-1982    | Duitsland           |                                     |
| Adam Hansen        | 11-05-1981    | Australië           |                                     |
| Moreno Hofland     | 31-08-1991    | Nederland           |                                     |
| Jens Keukeleire    | 23-11-1988    | België              | Orica-Scott                         |
| Bjorg Lambrecht    | 02-04-1997    | België              | nieuw                               |
| Nikolas Maes       | 09-04-1986    | België              |                                     |
| Tomasz Marczyński  | 06-03-1984    | Polen               |                                     |
| Rémy Mertz         | 17-07-1995    | België              |                                     |
| Maxime Monfort     | 14-01-1983    | België              |                                     |
| Lawrence Naesen    | 28-08-1992    | België              | WB Veranclassic-Aqua Protect        |
| James Shaw         | 06-06-1996    | Verenigd Koninkrijk |                                     |
| Marcel Sieberg     | 30-04-1982    | Duitsland           |                                     |
| Tosh Van der Sande | 28-11-1990    | België              |                                     |
| Jelle Vanendert    | 19-02-1985    | België              |                                     |
| Harm Vanhoucke     | 17-06-1997    | België              | vanaf 1 juli 2018; Lotto-Soudal U23 |
| Jelle Wallays      | 11-05-1989    | België              |                                     |
| Tim Wellens        | 10-05-1991    | België              |                                     |
| Enzo Wouters       | 21-03-1996    | België              |                                     |

### Stagiairs
Vanaf 1 augustus 2018
| Naam            | Geboortedatum | Nationaliteit | Vorige ploeg |
| --------------- | ------------- | ------------- | ------------ |
| Stan Dewulf     | 20-12-1997    | België        | -            |
| Gerben Thijssen | 21-06-1998    | België        | -            |
| Brent Van Moer  | 12-01-1998    | België        | -            |

### Vertrokken
| Naam             | Geboortedatum | Nationaliteit | Ploeg 2018               |
| ---------------- | ------------- | ------------- | ------------------------ |
| Kris Boeckmans   | 13-02-1987    | België        | Vital Concept            |
| Sean De Bie      | 03-10-1990    | België        | Veranda's Willems-Crelan |
| Bart De Clercq   | 26-08-1986    | België        | Wanty-Groupe Gobert      |
| Tony Gallopin    | 24-05-1988    | Frankrijk     | AG2R La Mondiale         |
| Jürgen Roelandts | 02-07-1985    | België        | BMC Racing Team          |
| Rafael Valls     | 25-06-1987    | Spanje        | Movistar Team            |
| Louis Vervaeke   | 06-10-1993    | België        | Team Sunweb              |

## Belangrijkste overwinningen
| Tour Down Under 1e etappe: André Greipel 6e etappe: André Greipel Trofeo de Tramuntana: Sóller-Deià Winnaar: Tim Wellens Ronde van San Juan 6e etappe: Jelle Wallays Ruta del Sol 4e etappe: Tim Wellens Eindklassement: Tim Wellens Strade Bianche Winnaar: Tiesj Benoot Parijs-Nice Bergklassement: Thomas De Gendt Puntenklassement: Tim Wellens Tirreno-Adriatico Jongerenklassement: Tiesj Benoot Ronde van Catalonië 3e etappe: Thomas De Gendt Brabantse Pijl Winnaar: Tim Wellens | Ronde van Romandië 2e etappe: Thomas De Gendt Puntenklassement: Thomas De Gendt Bergklassement: Thomas De Gendt Ronde van Italië 4e etappe: Tim Wellens Vierdaagse van Duinkerken 2e etappe: André Greipel 5e etappe: André Greipel Ronde van België 1e etappe: André Greipel 2e etappe: André Greipel 4e etappe: Jelle Vanendert Eindklassement: Jens Keukeleire Puntenklassement: André Greipel Tour des Fjords 3e etappe: Bjorg Lambrecht Jongerenklassement: Bjorg Lambrecht | Ronde van Wallonië 2e etappe: Tim Wellens 5e etappe: Jens Debusschere Eindklassement: Tim Wellens Ronde van Groot-Brittannië 1e etappe: André Greipel 4e etappe: André Greipel Ronde van Spanje 18e etappe: Jelle Wallays Nationale kampioenschappen wielrennen België - tijdrit: Victor Campenaerts Europese kampioenschappen wielrennen Tijdrit: Victor Campenaerts |

1985 · 1986 · 1987 · 1988 · 1989 · 1990 · 1991 · 1992 · 1993 · 1994 · 1995 · 1996 · 1997 · 1998 · 1999 · 2000 · 2001 · 2002 · 2003 · 2004 · 2005 · 2006 · 2007 · 2008 · 2009 · 2010 · 2011 · 2012 · 2013 · 2014 · 2015 · 2016 · 2017 · 2018 · 2019 · 2020 · 2021 · 2022 · 2023 · 2024 · 2025
AG2R-La Mondiale · Astana Pro Team · Bahrain-Merida · BMC Racing Team · BORA-hansgrohe · Groupama-FDJ · Lotto Soudal · Mitchelton-Scott · Movistar Team · Quick-Step · Team Dimension Data · Team EF Education First-Drapac p/b Cannondale · Team Katjoesja Alpecin · Team LottoNL-Jumbo · Team Sky · Team Sunweb · Trek-Segafredo · UAE Team Emirates